# Sant'Angelo in Lizzola
Sant'Angelo in Lizzola ([ˈliʦʦola], Sant'Angële in dialetto gallo-piceno) è una frazione di 419 abitanti e capoluogo del comune di Vallefoglia, nella provincia di Pesaro e Urbino nelle Marche.
Sino al 31 dicembre 2013 ha costituito, assieme alla frazione di Montecchio, un comune autonomo di 8 749 abitanti, costituito dal borgo di Sant'Angelo in Lizzola e la frazione di Montecchio. Si estendeva su 11,8 km² e confinava con i comuni di: Colbordolo, Monteciccardo, Montegridolfo (RN), Montelabbate, Pesaro, Tavullia.

## Geografia fisica

Territorio dell'ex-comune di Sant'Angelo in Lizzola nella provincia di Pesaro e Urbino

La frazione si trova circa 60 km a nord-ovest di Ancona e circa 12 km a sud-ovest di Pesaro.

## Storia
L'abitato di Sant'Angelo in Lizzola si origina intorno all'anno 1000 dall'unione di due castelli preesistenti, quello di Monte Sant'Angelo e quello di Liciole (Lizzola). Il piccolo borgo di Montecchio si annette al territorio di Sant'Angelo nel 1389, nel corso dell'espansione del abitato verso il fiume Foglia, durante il medioevo.
Durante il Quattrocento, Sant'Angelo in Lizzola entrò nella sfera di influenza degli Sforza, signori di Pesaro; seguì poi le vicende del Ducato di Urbino, quando papa Giulio II cedette i territori sforzeschi al duca Francesco Maria I Della Rovere nel 1513.

Fu proprio il Duca di Urbino, Francesco Maria II, ad elevare a contea il castello di Sant'Angelo in Lizzola e a cederlo in feudo alla famiglia Mamiani dal 1584.
Tra i cittadini illustri vi fu Giovanni Branca, che nacque a Sant'Angelo nel 1571.
Fu architetto della Santa Casa di Loreto, lasciando in quella città opere importanti, come il consolidamento delle mura e l'edificazione della Porta Marina oltre ad averne ripristinato l'acquedotto. Ma il suo ingegno non si limitò all'edilizia: fu il primo che pensò di utilizzare il vapore come forza motrice: nel trattato "Le Machine" spiega come possa essere utilizzata la sua invenzione e quali benefici se ne potessero trarre.
A partire dal 1584 le vicende di Sant'Angelo furono per molto tempo legate ai conti Mamiani, fino al 1885, anno della morte dell'ultimo rappresentante della famiglia Terenzio Mamiani.

Vecchio stemma comunale

L'altra famiglia nobile che legò il suo nome a quello di Sant'Angelo in Lizzola, è quella dei Perticari. Soprattutto tra la fine del XVIII secolo e l'inizio del XIX, a Sant'Angelo, grazie all'opera del conte Giulio Perticari, convenivano i migliori ingegni dell'epoca: Vincenzo Monti, Gioachino Rossini, Giacomo Leopardi, Pietro Giordani e Francesco Cassi. L'atmosfera culturale era vivace e nel 1851 fu inaugurato il teatro (andato oggi completamente distrutto); solo i preziosi scenari dei fratelli Liverani di Faenza, che facevano parte del corredo scenico, sono scampati alla distruzione. Attualmente, dopo un lungo restauro, sono custoditi dall'ultimo rappresentante della famiglia Perticari, Giancarlo Cacciaguerra.

### Simboli
Lo stemma del comune di Sant'Angelo in Lizzola era stato concesso con il decreto del presidente della Repubblica del 7 giugno 1985.
(D.P.R. del 7 giugno 1985)
Il gonfalone era un drappo partito di giallo e di verde.

## Monumenti e luoghi d'interesse
- Palazzo Mamiani, disegnato da Giovanni Branca
- chiesa di Sant'Egidio, ricostruita nel 1628 pur mantenendone lo stile romanico
- chiesa Collegiata eretta da papa Clemente II
- la vecchia fonte o Fonte dei Poeti

## Società

### Evoluzione demografica
Abitanti censiti nei vecchi confini comunali

Oltre al dato relativo ai vecchi confini comunali, presente sopra, si fornisce il dato relativo al solo centro abitato di Sant'Angelo in Lizzola:
| Abitanti del centro abitato di Sant'Angelo in Lizzola | Abitanti del centro abitato di Sant'Angelo in Lizzola | Abitanti del centro abitato di Sant'Angelo in Lizzola |
| 1991                                                  | 2001                                                  | 2011                                                  |
| ----------------------------------------------------- | ----------------------------------------------------- | ----------------------------------------------------- |
| 402                                                   | 400                                                   | 419                                                   |

### Etnie e minoranze straniere
Secondo i dati ISTAT al 31 dicembre 2011 risiedevano nella frazione 48 stranieri pari al 11,5% della popolazione.

## Amministrazione
| Periodo         | Periodo          | Primo cittadino      | Partito                                                       | Carica  | Note          |
| --------------- | ---------------- | -------------------- | ------------------------------------------------------------- | ------- | ------------- |
| 2 febbraio 1987 | 25 maggio 1990   | Paolo Dionigi        | Partito Comunista Italiano                                    | Sindaco | [ 10 ]        |
| 26 maggio 1990  | 1º giugno 1993   | Paolo Dionigi        | Partito Comunista Italiano Partito Democratico della Sinistra | Sindaco | [ 10 ] [ 11 ] |
| 27 luglio 1993  | 23 aprile 1995   | Francesco Bernardini | Partito Democratico della Sinistra                            | Sindaco | [ 10 ]        |
| 24 aprile 1995  | 13 giugno 1999   | Francesco Bernardini | Partito Democratico della Sinistra                            | Sindaco | [ 10 ]        |
| 14 giugno 1999  | 12 giugno 2004   | Francesco Bernardini | Centro-sinistra                                               | Sindaco | [ 10 ]        |
| 13 giugno 2004  | 7 giugno 2009    | Guido Formica        | Centro-sinistra                                               | Sindaco | [ 10 ]        |
| 8 giugno 2009   | 31 dicembre 2013 | Guido Formica        | Lista civica Per Sant'Angelo in Lizzola                       | Sindaco | [ 10 ]        |

## Sport
La squadra di calcio del paese è il Sant'Angelo, che gioca nel campionato di Terza Categoria.